# Hiraea tepuiensis
Hiraea tepuiensis är en tvåhjärtbladig växtart som beskrevs av Julian Alfred Steyermark. Hiraea tepuiensis ingår i släktet Hiraea och familjen Malpighiaceae. Inga underarter finns listade i Catalogue of Life.